# Aeródromo de Chizha
El Aeródromo de Chizha (ruso: Аэродром Чижа; ICAO: ; IATA: ) es una pequeña pista situada 1 km al sudoeste de Chizha, en Nenetsia, un distrito autónomo del óblast de Arjánguelsk, Rusia.
Las instalaciones son gestionadas por la compañía por acciones "Destacamento Aéreo de Narian-Mar" (ruso: ОАО "Нарьян-Марский объединенный авиаотряд"), anteriormente conocida como "Narian-Mar Airlines".
El espacio aéreo está controlado desde el FIR de Arjánguelsk-Talagi (ICAO: ULAA)

## Pista
El aeródromo de Nes consiste en una pequeña pista de tierra en dirección 04/22 de 650x50 m. (2.133x164 pies).

## Aerolíneas y destinos
El Destacamento Aéreo de Narian Mar vuela regularmente a este aeródromo regional.